# Ван Минцзюань
Ван Минцзюа́нь (кит. упр. 王明娟, пиньинь Wáng Míngjuān, род.11 октября 1985) — китайская тяжелоатлетка, олимпийская чемпионка.
Ван Минцзюань родилась в 1985 году в уезде Цзянъюн округа Линлин провинции Хунань. С 1997 года начала посещать уездную спортшколу, где увлеклась тяжёлой атлетикой. Уже через два года она вошла в сборную провинции, а в 2001 году стала членом национальной сборной.
В 2002, 2003, 2005 и 2009 годах Ван Минцзюань выигрывала золотые медали чемпионатов мира по тяжёлой атлетике, в 2006 и 2010 годах становилась чемпионкой Азиатских игр, а в 2012 году выиграла золотую медаль Олимпийских игр.